# 姬路工業大學
姬路工業大學（日语：／，英語：Himeji Institute of Technology）是一所曾經存在、總校區位於日本兵庫縣姫路市的公立大學，1949年設校。2004年與神戶商科大學、兵庫縣立看護大學合併為「兵庫縣立大學」。

## 校區
- 書寫（姫路市）
- 新在家（姫路市）
- 播磨科學公園都市（赤穂郡）

## 學部
- 工學部
- 理學部
- 環境人間學部

## 知名校友
- 井上明久 - 金屬學家，第20屆日本東北大學總長

## 外部連結
- 姬工大公式サイト